# Svilen Šterev
Svilen Ignatov Šterev (in bulgaro Свилен Игнатов Щерев?; 14 dicembre 1992) è un calciatore bulgaro, centrocampista dello Spartak Plovdiv.

## Carriera
Ha giocato nella massima serie bulgara ed in quella macedone; nella stagione 2020-2021 ha realizzato uno dei rigori decisivi nella finale di Coppa della Macedonia del Nord, vinta dal suo Sileks Kratovo.

## Palmarès

### Club

#### Competizioni nazionali
- Coppa della Macedonia del Nord: 1

Sileks Kratovo: 2020-2021